# Throgs Neck Bridge
Die Throgs Neck Bridge ist eine Hängebrücke über den East River in New York City, die das Stadtviertel Throgs Neck in der Bronx mit dem Stadtviertel Bay Terrace im Stadtbezirk Queens auf Long Island verbindet. Sie ist nach der Triborough Bridge/Robert F. Kennedy Memorial Bridge und der Bronx-Whitestone Bridge die dritte Brückenverbindung zwischen Queens und der Bronx.

## Lage
Die Throgs Neck Bridge liegt am östlichen Ausgang des East River in den Long Island Sound. Von Süden führt eine gebogene Rampenbrücke über die Little Bay zu der Hängebrücke über den East River. Auf der nördlichen Seite der Hängebrücke führt eine lange Rampenbrücke in einer großen Kurve über den Throgs Neck und eine flache Bucht auf seiner nördlichen Seite. Die Brücke ist etwa 17 km Luftlinie von Manhattan entfernt, dessen Skyline an klaren Tagen sichtbar ist.

## Verkehr
Die sechsspurige Straßenbrücke ist ein Teil der Interstate 295, die für den Osten von Queens und die anschließenden Teile von Long Island den kürzesten Anschluss an die Interstate 95 Richtung Norden bzw. über den Cross Bronx Expressway und die George Washington Bridge Richtung Westen bietet. Sie hat keine Geh- oder Radwege. Die Geschwindigkeitsbeschränkung beträgt 45 mph (72 km/h). Wie die meisten großen Brücken in New York ist auch die Throgs Neck Bridge mautpflichtig.

## Beschreibung
Die von Othmar Ammann geplante Throgs Neck Bridge war die erste Hängebrücke in New York nach dem Einsturz der Tacoma-Narrows-Brücke im Staat Washington im Jahr 1940. Ammann wählte deshalb ein Design, das jegliche Zweifel der Autofahrer an der Sicherheit der Brücke von vornherein ausschließen sollte. Die rechteckigen, verzierungslosen, 100 m (360 ft) hohen Pylone haben ein eher stämmiges als schlankes und elegantes Aussehen. Das Brückendeck besteht nicht aus dünnen Vollwandträgern, sondern aus einer 8,5 m (28 ft) hohen und 28,3 m (93 ft) breiten Fachwerkkonstruktion.
Die Brücke hat einschließlich der langen Rampenbrücken eine Länge von 4.084 m (13.400 ft). Die eigentliche Hängebrücke ist, von Ankerblock zu Ankerblock gemessen 887 m (2.910 ft) lang, hat Spannweiten von 548,6 m (1.800 ft) in der Hauptöffnung und 169 m (555 ft) in den seitlichen Öffnungen und in der Mitte eine lichte Höhe von 43 m (142 ft) über MHW.
Die beiden Tragkabel haben einen Durchmesser von 58,4 cm (23 inches) und bestehen jeweils aus 10.952 galvanisierten Stahldrähten, die im Luftspinnverfahren zu 37 Strängen von je 296 Drähten in einem Sechseckprofil zusammengefasst, von hydraulischen Seilpressen zu runden Tragkabeln gepresst und anschließend zur Verhinderung von Korrosion ummantelt wurden. Sie sind in großen, betonierten Ankerblöcken befestigt, die eine Grundfläche von 42 × 61 m haben, 45 m hoch sind und 154.000 Tonnen wiegen.

## Geschichte
Robert Moses, der Leiter der Triborough Bridge Authority (TBA), plante schon 1945 eine weitere Brücke über den East River, nachdem auch die 1939 eröffnete Bronx-Whitestone Bridge häufig überlastet war. Es dauerte jedoch noch mehr als 10 Jahre, bis er Othmar Ammann mit der Planung der Brücke beauftragen konnte. Ammann war altersbedingt längst aus dem Dienst der TBA ausgeschiedenen und nun in seinem Ingenieurbüro Ammann & Whitney tätig. Die Bauarbeiten begannen 1957 und endeten mit der fast formlosen Eröffnung der Brücke am 11. Januar 1961.

## Maut
Die Brücke ist mautpflichtig. Die Kosten hierfür belaufen sich im Jahr 2018, bei einem zweiachsigen Pkw, auf 8,50 US-Dollar bei Zahlung auf Rechnung bzw. auf 5,76 US-Dollar mit dem E-ZPass. Wie alle Brücken in New York City ist auch die Throgs Neck Bridge seit 2017 "cashless". D.h. eine Zahlung der Maut ist nicht mehr direkt möglich. Sofern kein E-Z-Pass im Fahrzeug angebracht ist, wird eine Rechnung an den Halter des Fahrzeuges geschickt.

## Wanderfalkenbrutplatz
Seit 1983 brüten Wanderfalken an der Brücke.